# Mutant (film, 1982)
Pour les articles homonymes, voir Mutant.
Pour plus de détails, voir Fiche technique et Distribution.
Mutant (titre original en anglais : Mutant, nommé aussi Subject 20 et connu principalement sous le nom Forbidden World en anglais) est un film de science-fiction  et d'horreur américain réalisé par Allan Holzman et produit par Roger Corman, sorti en 1982. Il a depuis acquis un statut de film culte.

## Synopsis
Dans le futur, des scientifiques basés dans un laboratoire situé sur la désertique et inhospitalière planète Xarbia, ont réussi à créer une forme de vie, appelée "Subject 20", en opérant des croisements entre des cellules humaines et des bactéries, et qui devrait permettre de lutter contre une famine qui frappe actuellement la galaxie. Mais une fois que cette créature est sortie de son cocon, elle se met à tuer le personnel du laboratoire…

## Fiche technique
- Titre : Mutant
- Titre original : Mutant, connu aussi sous le nom de Subject 20 et principalement sous celui de Forbidden World
- Réalisation : Allan Holzman
- Scénario : Tim Curnen, R.J. Robertson, Jim Wynorski
- Production : Roger Corman, Mary Ann Fisher
- Musique : Susan Justin
- Photographie : Tim Suhrstedt
- Montage : Allan Holzman, Martin Nicholson
- Direction artistique : Christopher Horner
- Chef décorateur : Joseph T. Garrity, Wayne Springfield, Chuck Seaton
- Pays de production : États-Unis
- Langue : anglais
- Genre : science-fiction/horreur
- Durée : 77 minutes
- Dates de sortie : 
  - États-Unis : 7 mai 1982
  - Australie : 9 décembre 1982
  - France : 15 décembre 1982
  - Allemagne de l'Ouest : 29 avril 1983

## Distribution
- Jesse Vint : Mike Colby
- Dawn Dunlap (VF : Céline Monsarrat) : Tracy Baxter
- June Chadwick : Dr Barbara Glaser
- Linden Chiles : Dr Gordon Hauser
- Fox Harris (VF : Serge Lhorca) : Dr Cal Timbergen
- Raymond Oliver (VF : Sady Rebbot) : Brian Beale
- Scott Paulin (VF : Claude Joseph) : Earl Richards
- Michael Bowen (VF : Joël Martineau) : Jimmy Swift
- Don Olivera : SAM-104

## Distinctions

### Nomination
- Saturn Award 1983 : 
  - Meilleur maquillage (Sue Dolph)